# خورخه هرناندز (بازیکن فوتبال، زاده ۱۹۹۲)
خورخه هرناندز (انگلیسی: Jorge Hernandez؛ زادهٔ ۶ فوریهٔ ۱۹۹۲) بازیکن فوتبال اهل اسپانیا است.
از باشگاه‌هایی که در آن بازی کرده‌است می‌توان به باشگاه فوتبال رئال وایادولید و باشگاه فوتبال زامورا اشاره کرد.